# نزدیک بهشت (فیلم)
نزدیک بهشت (انگلیسی: Close to Eden) یک فیلم به کارگردانی نیکیتا میخالکوف است که در سال ۱۹۹۱ منتشر شد. این فیلم در همین سال برنده شیر طلایی جشنواره فیلم ونیز شده‌است.